# Соціалістична партія (Франція)
Соціалістична партія (фр. Parti Socialiste) — одна з найбільших французьких політичних партій, найбільша ліва, та ліво-центристська партія країни. Сповідує соціал-демократичну ідеологію. Заснована у 1969 році після розпаду Французької секції Робітничого Інтернаціоналу, який існував з 1905 року. Найбільшого успіху досягла у 1981 році, коли її кандидат, Франсуа Міттеран був обраний президентом Франції і партія здобула більшість у Національній Асамблеї. У наступних виборах президента поступилася кандидатам від Союзу за народний Рух. За кількістю обраних депутатів парламенту є другою найбільшою політичною партією країни.
Партія має 186 місць із 577 у Національних зборах, 111 місць із 343 у Сенаті та 14 місць із 72 виділених для Франції в Європарламенті (входить до фракції Прогресивний альянс соціалістів і демократів).

## Історія

### Французький соціалізм до 1969 року
Теорії, розроблені у першій половині XIX-го століття ранніми соціалістами (Сен-Сімоном, Фур'є , Кабе, Леру) із освіченої буржуазії не мали великого впливу в масах. Революція 1848 року вже виявила ряд відмінностей між демократичними соціалістичними реформаторами (Ледрю-Роллен , Луї Блан) і прихильниками революції (Бланк, Барбес), які бачили насильство як єдиний спосіб глибокої зміни економічної та соціальної системи.
Після провалу Паризької комуни (1871), сила французького соціалістичного руху була значно знижена. Її лідери були вбиті або заслані. Перша соціалістична партія Франції, Федерація соціалістичних робітників Франції, була заснована в 1879 році. Вона дотримувалася ідеї поступових реформ. Дві партії відкололися від неї: в 1882 році, Французька робітнича партія, що очолював Жуль Гед і Поль Лафарг (зять Карла Маркса), та у 1890 році Революційна соціалістична робітнича партія, очолював Жан Аллеман. У той же час, спадкоємці Луї Огюста Бланкі, символу французької революційної традиції, створили Центральний революційний комітет на чолі з Едуардом Вайяном. Були також деякі депутати, що називались соціалістами, такі як Александр Мільєран і Жан Жорес, які не належали ні до однієї із партій.
У 1899 році участь Мільєрана в кабінеті П'єра Вальдека-Руссо викликала дебати про можливість соціалістичної участі в «буржуазному уряді». Три роки по тому, Жорес і Аллеман заснували Французьку соціалістичну партію, яка підтримувала участь в управлінні державою, в той час як Гед і Вайян сформували Соціалістичну партію Франції, яка виступала проти такої співпраці. У 1905 році, під час конгресу, дві партії об'єдналися у Французьку секцію Робітничого інтернаціоналу (СФІО). Лідер депутатської групи і головний редактор партійної газети «Юманіте», Жорес був її найвпливовішою фігурою.
Французькі соціалісти були рішуче проти війни, але після вбивства Жореса в 1914 році вони не змогли протистояти хвилі мілітаризму, який пішов за спалахом світової війни. Вони страждали важким розколом з приводу участі у воєнному уряді національної єдності. У 1919 році анти-воєнні соціалісти зазнали тяжкої поразки на виборах. У 1920 році, під час конгресу у Турі, більшість і ліве крило партії відкололося і створило Французьку секцію Комуністичного Інтернаціоналу, що приєдналася до Третього Інтернаціоналу, заснованого В. І. Леніном. Праве крило на чолі з Леоном Блюмом, залишилося в СФІО.
У 1924 і в 1932 році, соціалісти разом з радикалами об'єдналися у коаліцію лівих, але відмовилися приєднатися до несоціалістичних урядів на чолі з радикалами Едуаром Ерріо і Едуаром Даладьє. Ці уряди не вдалися, оскільки соціалісти і радикали не змогли домовитися з питань економічної політики, а також тому, що комуністи, слідуючи політиці, встановленій Радянським Союзом, відмовилися підтримати «буржуазні» уряди. Питання про можливість участі в уряді з радикалами викликало розкол на початку 1930-х років. Частина соціалістів об'єдналися з Республіканською-соціалістичною партією в Соціалістичний республіканський союз.
У 1934 році комуністи змінили свою лінію, і чотири ліві партії об'єдналися в Народний фронт, який виграв вибори 1936 року і привів до влади Блюма як першого соціалістичного прем'єр-міністра Франції. Справді, вперше у своїй історії, СФІО отримала більше голосів і місць, ніж Радикальна партія і сформувала центральну вісь лівої парламентської більшості. Протягом року, проте, його уряд пішов у відставку з приводу незгод щодо економічної політики, а також щодо питання про учать у Громадянській війні в Іспанії. Падіння Народного фронту викликало новий розкол у СФІО, з відходом лівого крила партії, на чолі з Марсо Півером, що створив Робітничо-селянську соціалістичну партію.
Після звільнення Франції в 1944 році, виникла повторна коаліцію СФІО із потужною Французькою комуністичною партією (ФКП), яка стала найбільшою партією лівого спрямування, і християнсько-демократичним Народним республіканським рухом (MRP). Цей союз встановив основні елементи французької держави загального добробуту і французької Четвертої республіки, але він не вижив в умовах «холодної війни». У травні 1947 року соціалістичний прем'єр-міністр Поль Рамадьє звільнив комуністичних міністрів. Блюм запропонував будівництво третьої сили з лівоцентристами і правоцентристами, проти голлістів і комуністів. Однак, його кандидата на пост керівника з СФІО, Даніель Майєр , зазнав поразки від Гі Моле, якого підтримувало ліве крило партії.
Молле очолив лівоцентристську коаліцію Республіканський фронт, яка прийшла до влади після виборів 1956 року. Він став прем'єр-міністром на чолі уряду меншості. Але СФІО була в стані занепаду, як і радикали. Репресивна політика Молле у алжирській війні і його підтримка Шарля де Голль в 1958 (партійний лідер закликав проголосувати «так» на референдумі щодо Конституції П'ятої республіки) викликала розкол і створення Єдиної соціалістичної партії (PSU).
СФІО не висувала кандидата на президентських виборах 1965 року, але вона підтримує кандидатуру Франсуа Міттерана, колишнього міністра Четвертої республіки. Він був рішуче проти де Голля. Його підтримали всі ліві партії, і він отримав хороший результат і несподівано вийшов у другий тур, ставши лідером некомуністичних лівих.
Для того щоб існувати між Комуністичною партією, яка вела наліво, і голлістськими партіями, провідні партії, СФІО, радикали і ліві групи республіканців створили Федерацію демократичних і соціалістичних лівих під лідерство Міттерана. Але не скориставшись подіями травня 1968 року, вона розпалася після катастрофічної поразки на виборів до законодавчого органу у червні 1968 року. Через рік, кандидат СФІО в першому турі президентських виборів 1969 року отримав лише 5% голосів.

### Заснування Соціалістичної партії і «Союз лівих» (1969-1981)
У 1969 році, під час установчого з'їзду СФІО була перетворена на Соціалістичну партію (Parti socialiste або PS). До неї приєдналися Союз клубів за оновлення лівих на чолі з Аленом Саварі і ліве крило республіканської групи (Союз соціалістичних груп і клубів лівих на чолі з Жаном Попереном. Під час з'їзду в Ісси-ле-Муліно, Ален Саварі був обраний першим секретарем за підтримки свого попередника Гі Моле. Він запропонував «ідеологічний діалог» з комуністами.
Через два роки по тому, під час з'їзду у Епіні, клуб Франсуа Міттерана (Конвенція республіканських інститутів), вступив у партію. Міттеран переміг Саварі-Молле дует, запропонувавши передвиборчу програму з комуністами і взяв на себе ініціативу. У 1972 році Спільна програми була підписаний з ФКП і Лівою радикальною партією. Міттеран, як кандидат лівого альянсу, був близьким до перемоги на президентських виборах 1974 року. Дійсно, він отримав 49,2% голосів у другому турі.
У кінці 1974 року, деякі члени Єдиної соціалістичної партії, в тому числі лідер Мішель Рокар, повторно вступив в PS. Вони представляли «ліву християнську» і не марксистську групу. Як найконсервативніші члени PS, вони виступали за вирівнювання французького соціалізму по лінії європейських соціал-демократії, тобто, чіткого прийняття ринкової економіки. Хоча «Союз лівих» переміг на муніципальних виборах 1977 року, виборче зростання PS турбувало Комуністичну партію. Двом партіям не вдалося оновити Спільну програми і лідер ФКП Жорж Марше засудив «поворот у правий бік» PS.
Незважаючи на позитивні соціологічні опитувань, «Союз лівих» програв парламентські вибори 1978 року. Вперше з 1936 року соціалісти отримали більше голосів, ніж комуністи, ставши основною лівою партією, але їх поразка викликала внутрішню кризу. Лідерству Міттерана був кинутий виклик Рокаром, який хотів відмовитися від Спільної програми, яку він розглянув як архаїчну і нереальну. Міттеран вважав, що ліві не можу перемогти без союзу соціалістів і комуністів. У 1979 році Міттеран виграв на з'їзді у Меці, та, незважаючи на популярність Рокара, був обраний як кандидат PS на президентських виборах 1981 року.

### Президентство Міттерана (1981-1995)
У 1981 році Міттеран переміг чинного консерватора, Валері Жискар д'Естена, щоб стати першим соціалістичним президентом Франції за часів П'ятої республіки, якого обрали загальним голосуванням. Він розпустив Національні збори і, вперше у своїй історії, французькі соціалісти завоювали абсолютну більшість місць.
Міттеран був останнім обраним національним лідером у Європі, що спробував провести соціалістичні реформи (110 пропозицій). Прем'єр-міністр П'єр Моруа націоналізував банки, страхові компанії та оборонну промисловість, відповідно до Загальної програми 1972 року. Заробітна плата робітників була збільшена і робочий час скорочено до 39, та проведено багато інших радикальних реформи, але економічна криза тривала. Реформи включали скасування смертної кари, створення солідарного податку на багатство (ISF), введення пропорційного представництва в парламентських виборах (який був застосований лише під час виборів 1986 року), децентралізація держави (закони 1982-83 років), скасування лібералізації цін на книги та ін.
Ще в 1982 році, Міттеран зіткнувся перед чітким вибором між збереженням членства Франції в Європейській валютній системі, і тим самим виявити прихильність країни до європейської інтеграції, і проведенням його соціалістичної політики. Він вибрав перше, починаючи процес прийняття Соціалістичною партією ринкової економіки. У 1984 році Міттеран і його другий прем'єр-міністр Лоран Фабіус, чітко відмовилися від подальших соціалістичних заходів. «Союз лівих» помер і комуністичні міністри подали у відставку.
PS втратила більшість у Національних зборах Франції в 1986 році, змушуючи Міттерана «співіснувати» з консервативним урядом Жака Ширака. Тим не менш, Міттеран був переобраний президентом в 1988 році з помірною програмою під назвою «Об'єднана Франція». Він запропонував не проводити ні націоналізації, ні приватизації. Він назначив прем'єр-міністром найбільш популярного і поміркованого соціалістичного політика, Мішеля Рокара. У його кабінет увійшли чотири правоцентристські міністри, але його підтримала більшість у Національних зборах обрана лише в червні 1988 року.
Під час свого другого терміну, Міттеран зосередився на зовнішній політиці та європейській інтеграції. Він скликав референдум з питання ратифікації Маастрихтського договору. Він залишив внутрішню політику своїм прем'єр-міністрам: Мішелю Рокару, Едіт Крессон і П'єру Береговуа. Партія потрапила під скандал через своє фінансування і була ослаблена боротьбою між спадкоємцями Міттерана.
У 1990 році, під час з'їзду у Ренні відбувся розкол між прихильниками Лорана Фабіуса і Ліонеля Жоспена. Крім того, частина лівого крила партії відкололась через незгоду із війною в Перській затоці і Маастрихтським договором і заснувала Громадянський і республіканський рух.
Під час парламентських виборів 1993 року PS зазнала поразки, повертаючись до рівня СФІО в 1960-х роках. Соціалістична група Національних зборів отримала 53 депутати проти 260 за попередній раз.
Ліонель Жоспен, який оголосив про свою політичну відставку після втрати свого місце в парламенті в 1993 році, повернувся і запропонував «підбити підсумки» від спадкування Міттерана. Його було висунуто кандидатом на президентських виборах 1995 року, але він зазнав поразки від Жака Ширака у другому турі виборів, але, з огляду на кризу PS, його результат був визнаний хорошим, і він повернувся як перший секретар.

### Жоспен і лівий блок (1995-2002)
У парламенті PS відновила коаліцію з іншими лівими партіями: ФКП, зеленими, Лівою радикальною партією і Громадянським і республіканським рухом. Цей лівий блок виграв парламентські вибори 1997 року і Жоспен став прем'єр-міністром третього «співжиття». Його політика була прогресивною, але мала мало спільного з традиційними демократичним соціалізмом. Законами було зменшено робочий час до 35 годин на тиждень. Загальне медичне страхування було порушено. Також проводилася політика приватизації.
Президентських вибори 2002 року були зосереджені на темі безпеки. Жоспена, знову було висунуто кандидатом від соціалістів, але він не потрапив до другого туру, через наявність багатьох лівих кандидатів, які розділили голоси виборців. Він оголосив про свій відхід з політики, і PS закликала своїх прихильників голосувати за Ширака, щоб запобігти перемозі крайньоправого лідера Національного фронту Жан-Марі Ле Пена, який несподівано вийшов у другий тур. Через два місяці лівий блок програв парламентські вибори 2002 року.

### Після 2002 року
Франсуа Олланд, який став першим секретарем в 1997 році, був переобраний в 2003 році під час з'їзду у Діжоні. 1 грудня 2004 року 59% членів Соціалістичної партії схвалили запропоновану Європейську Конституцію.
Для участі президентських виборах 2007 року, з'явилися багато потенційні кандидатів: Франсуа Олланд , Лоран Фабіус (від лівого крила партії), Домінік Стросс-Кан (які стверджував, що являє собою «соціал-демократію»), Джек Ланг , Мартін Обрі і Сеголен Руаяль. 16 листопада 2006, члени Соціалістичної партії вибрали своїм кандидатом Сеголен Руаяль з більшістю в 60%. Її суперники, Стросс-Кан і Фабіус, отримали 21% і 19% відповідно. Після отримання 25,87% голосів у першому турі французьких президентських виборів, Руаяль вийшла у другий тур голосування, але програла з 46,94% Ніколя Саркозі 6 травня 2007. Відразу ж після своєї поразки кілька партійних босів (зокрема, Стросс-Кан) звинуватили Сеголен Руаяль в невдалій кампанії. У той же час, деякі діячі правого крила партії (такі як Бернар Кушнер) узяли участь в уряді Ніколя Саркозі.
На з'їзді у Реймсі відбулися вибори нового керівника Соціалістичної партії. Основними кандидатами були:
- Сеголен Руаяль, які бажала укласти союз із центристської партії Демократичний рух;
- Мер Парижа Бертран Деланое, за підтримки Ліонеля Жоспена, які хотіли б зберегти статус-кво в 2007 році кампанію і повернутися до блоку лівих;
- Мартін Обрі, яку підтримували послідовники Лорана Фабіуса і Домініка Стросс-Кана. Вона підтримувала ту ж виборчу стратегії, що і мер Парижа
- молодий представник лівого крила партії Бенуа Амон.

Під час першого туру Руаяль отримала більшість голосів (29%), Деланое (25%), Обрі (25%) і Хамон (19%). Частина лівих відкололася і заснувала Ліву партію. Розчарований своїм результатом у попередньому голосуванні, Деланое відмовився і закликав голосувати за Обрі. 22 листопада 2008 було оголошено, що Обрі перемогла Руаяль з незначною перевагою у 42 голоси, і Руаяль попросила перерахунку голосів. Після перевірки, Мартін Обрі була обрана з перевагою в 102 голоси (50,03%).

## Лідери
Перші секретарі з 1969 року:
- Ален Саварі (1969-1971)
- Франсуа Міттеран (1971-1981)
- Ліонель Жоспен (1981-1988)
- П'єр Моруа (1988-1992)
- Лоран Фабіус (1992-1993)
- Мішель Рокар (1993-1994)
- Анрі Еммануелі (1994-1995)
- Ліонель Жоспен (1995-1997)
- Франсуа Олланд (1997-2008)
- Мартін Обрі (2008-2012)
- Арлем Дезір (2012-2014)
- Жан-Крістоф Камбаделіс (2014 - )

## Результати виборів

### ВибориПрезидента Франції
| Рік виборів | Кандидат         | 1тур (к-сть голосів) | 1 тур (% голосів) | 2 тур (к-сть голосів)        | 2 тур (%голосів)       | Результат |
| ----------- | ---------------- | -------------------- | ----------------- | ---------------------------- | ---------------------- | --------- |
| 1974        | Франсуа Міттеран | 11,044,373           | 43.25 (#1)        | 12,971,604                   | 49.19 (#2)             | Програш   |
| 1981        | Франсуа Міттеран | 7,505,960            | 25.85 (#2)        | 15,708,262                   | 51.76 (#1)             | ПЕРЕМОГА  |
| 1988        | Франсуа Міттеран | 10,381,332           | 34.11 (#1)        | 16,704,279                   | 54.02 (#1)             | ПЕРЕМОГА  |
| 1995        | Ліонель Жюспен   | 7,098,191            | 23.30 (#1)        | 14,180,644                   | 47.36 (#2)             | Програш   |
| 2002        | Ліонель Жюспен   | 4,610,113            | 16.18 (#3)        | ---------------------------- | ---------------------- | Програш   |
| 2007        | Сеголен Руаяль   | 9,500,112            | 25.87 (#2)        | 16,790,440                   | 46.94 (#2)             | Програш   |
| 2012        | Франсуа Олланд   | 10,272,705           | 28.63 (#1)        | 18,004,656                   | 51.63 (#1)             | ПЕРЕМОГА  |
| 2017        | Бенуа Амон       | 2,291,565            | 6.36 (#5)         | ---------------------------- | ---------------------- | Програш   |

### Вибори вНаціональну Асамблею
| Рік виборів | Кількість голосів | % голосів | Місць     | Зміна   | Уряд     |
| ----------- | ----------------- | --------- | --------- | ------- | -------- |
| 1973        | 4,579,888         | 18.9%     | 89 / 491  | ------- | Опозиція |
| 1978        | 6,451,151         | 22.6%     | 104 / 491 | +15     | Опозиція |
| 1981        | 9,077,435         | 36.0%     | 269 / 491 | +165    | Уряд     |
| 1986        | 8,693,939         | 31.0%     | 206 / 573 | -63     | Опозиція |
| 1988        | 8,493,602         | 34.8%     | 260 / 577 | +54     | Уряд     |
| 1993        | 4,476,716         | 17.6%     | 53 / 577  | -207    | Опозиція |
| 1997        | 5,961,612         | 23.5%     | 255 / 577 | +202    | Уряд     |
| 2002        | 6,086,599         | 24.1%     | 140 / 577 | -115    | Опозиція |
| 2007        | 6,436,520         | 24.7%     | 186 / 577 | +46     | Опоцизія |
| 2012        | 7,617,996         | 29.4%     | 280 / 577 | +94     | Уряд     |
| 2017        | 1,665,667         | 7.4%      | 30 / 577  | -150    | Опозиція |